# Дача Мілос
Дача Мілос — одна з найвідоміших пам'яток Феодосії, побудована на початку 1911 року. Головна ознака дачі — розташовані вздовж головного фасаду гіпсові копії античних статуй та статуя Венери Мілоської в альтанці-ротонді.

## Історія

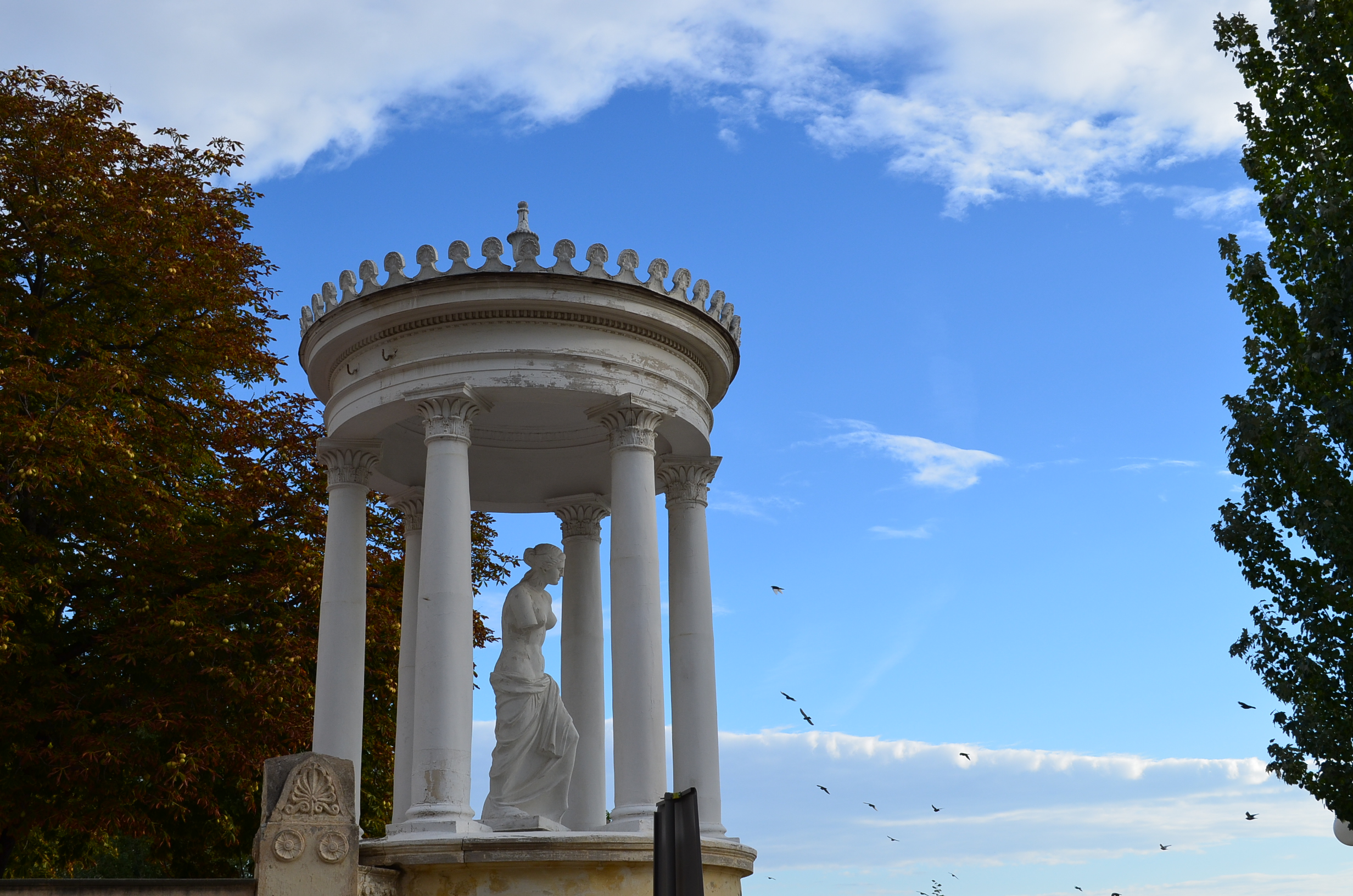
Скульптура Венери у ротонді

Розробником проєкту є архітектор М. Ф. Піскунов. Дача була побудована турками в період із 1909 по 1911 роки. В основу проєкту покладено неокласичний стиль, доповнений елементами класичної грецької архітектури.
Дача будувалася для успішного феодосійського комерсанта Ібрагіма Самуїловича Крима — одного з представників караїмської династії. За відомостями статистичного перепису населення наприкінці XIX століття серед жителів Феодосії налічувалося 144 містян із прізвищем Крим, яких об'єднували близькі й дальні родинні зв'язки.
Сімейство Крим було, мабуть, найбільшим і найвпливовішим представником караїмської громадськості у Феодосії. Родині Крим належали комерційний банк, пароплавна компанія та інші великі об'єкти. Влада в місті також належала сімейству Крим. З 1863 по 1869 роки міським головою Феодосії був Самуїл Абрамович Крим. За це він здобув звання спадкового почесного громадянина. У нього був рідний брат Арон Абрамович Крим, якому належала дача «Вілла». У Самуїла Абрамовича було двоє синів — Соломон Самуїлович та Ібрагім Самуїлович.
Відомому караїмському сімейству, крім дачі «Мілос», належали ще дві — «Вікторія» та «Вілла».

## Архітектура
Дача «Мілос» вирізняється витриманими пропорціями та складним планом. Двоповерхова неокласична будівля з терасою і колонами-каріатидами з оформленням фасаду у стилі давньогрецької архітектури. На території безліч статуй, бюстів античних героїв і каріатид. Огорожа дачі кам'яна з невеликою ротондою на розі. У ній встановлена статуя Венери Мілоської, яка і дала назву дачі.
Ця пам'ятка має популярність і любов серед туристів. Під час Жовтневої революції вона була втрачена. Тривалий час альтанка пустувала, а у 1970 році феодосійський скульптор Борис Лец виліпив копію Венери, яка і прикрашає нині дачу.
Вишуканою прикрасою будівлі є мармурові фонтани невеликого внутрішнього дворика.
Зараз у приміщенні дачі Мілос розташувався шостий корпус санаторію «Восход». Профіль санаторію — лікування розладів травної системи, а також порушень роботи серцево-судинних органів. Окрім цього, у приміщенні розташована кав'ярня, конференц-зал, пункт обміну валюти та кілька барів. Орендарі в період літнього сезону у дворі встановлюють високі торговельні намети, повністю затуляючи ними архітектуру будівлі.